# Reiter-Korps „Jan von Werth“

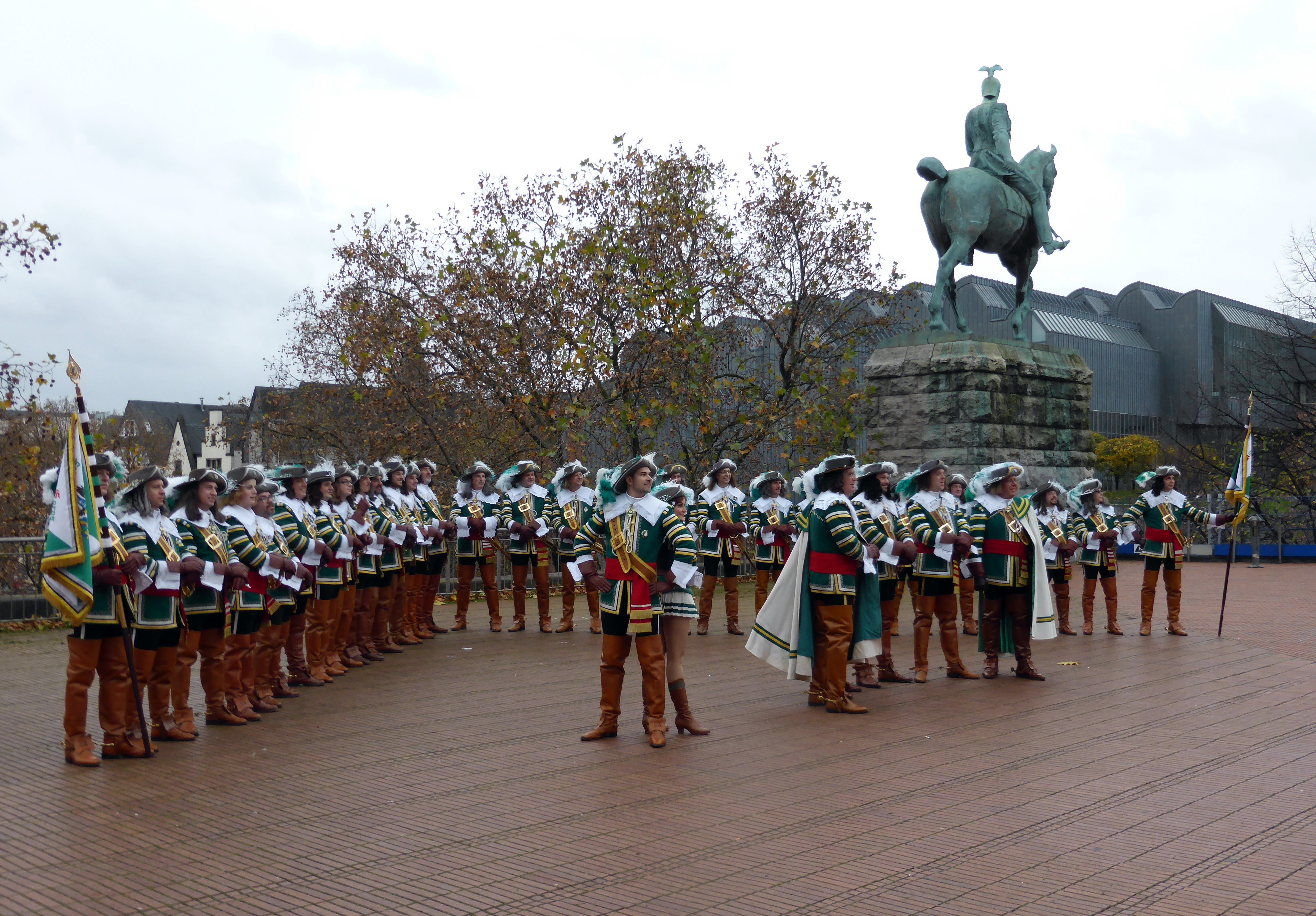
Reiterkorps Jan von Werth, 2015

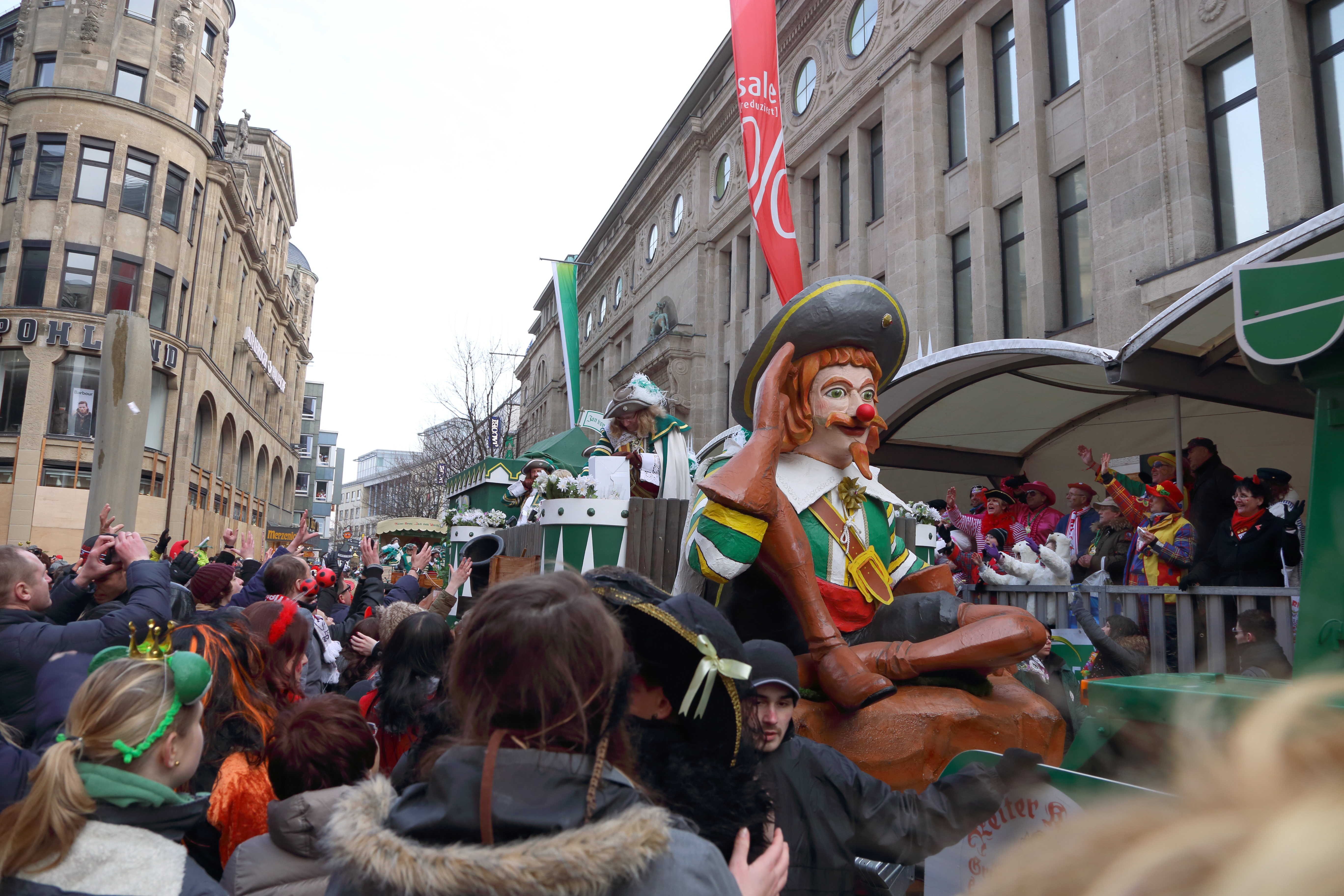
Wagen von „Jan von Werth“ im Rosenmontagszug 2013

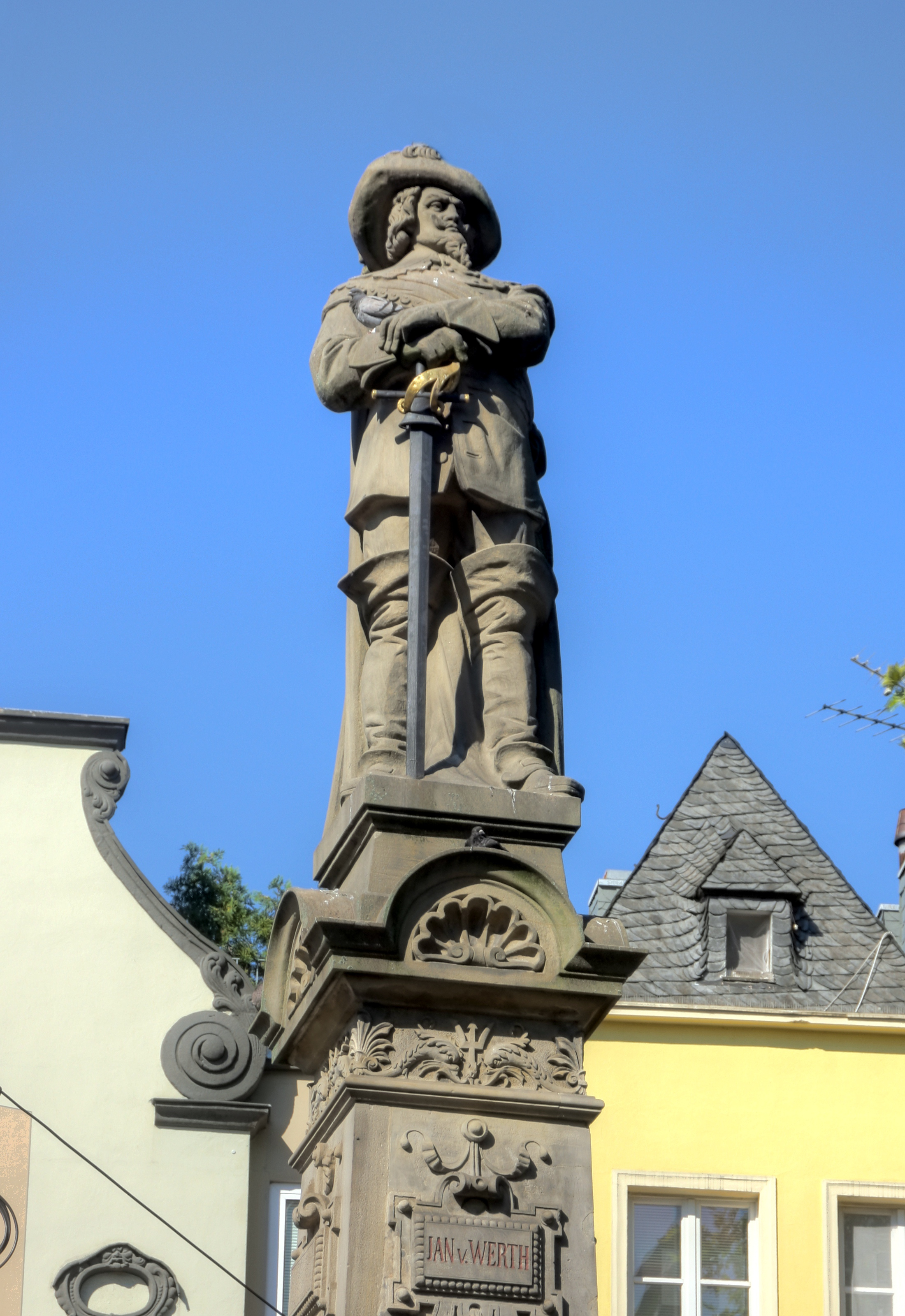
Jan-von-Werth-Brunnen auf dem Kölner Alter Markt

Das Reiter-Korps „Jan von Werth“ von 1925 e. V. ist eine Karnevalsgesellschaft in Köln. Es ist als Ordentliche Gesellschaft Mitglied im Festkomitee Kölner Karneval. Das Reiter-Korps ist eines von neun Traditionskorps des Kölner Karnevals.

## Geschichte
Am 10. Februar 1925 wurde in der Kölner Gaststätte „Bartmanshaus“ am Heumarkt Nr. 52 von sechs Mitgliedern des Stammtischs „Fidele Häre“ das Reiter-Korps „Jan von Werth“ gegründet. Mit Blick auf die damals bestehende alliierte Rheinlandbesetzung sollte der Name an den Reitergeneral Johann von Werth erinnern, der 1637 im Dreißigjährigen Krieg die Festung Ehrenbreitstein von den Franzosen befreit und so eine Blockade für den Kölner Handel beseitigt hatte. 1926 veranstaltete die Gesellschaft ihre erste größere Sitzung im Louisenhof auf der Ehrenstraße. Ebenfalls erfolgte in dem Jahr die Eintragung in das Vereinsregister. Im Jahr darauf nahm sie an der „Bunten Kappenfahrt“ teil und 1928 in geliehenen Uniformen am ersten Kölner Rosenmontagszug nach dem Ersten Weltkrieg. 1935 wurde der Figur des Jan eine Griet, dargestellt von einem Mann, zur Seite gestellt. 1939 ritt erstmals eine Frau im Reiter-Korps mit. Der neu eingeführte „Waffengang“, ein schwerer Reitertanz mit gezogenem Säbel, choreographiert von Ballettmeister Steinbach der Oper Köln, führt zu Begeisterung bei der Bevölkerung. Durch die Weltwirtschaftskrise verursachte, gering gewordene Anzahl an Karnevalssitzungen, tritt der Jan von Werth unter anderem im Kaufhof oder bei Gerling auf.
Während des Zweiten Weltkrieges erscheinen auf der vorerst letzten Generalversammlung 1941 noch 14 Mitglieder. Im Jahr 1945 versuchte der Vorkriegkommandant die Mitglieder wieder zu vereinen. Hierzu organisierte er Stoffe und ließ Uniformen anfertigen. Unter dem Namen „Reiter-Korps Jan von Werth 1925 Schwarz-Gold e. V.“ trat der Verein, wahrscheinlich bis 1949, wieder in Erscheinung.
Die erste Versammlung nach dem Krieg fand am 15. Mai 1948 im Waldrestaurant Kürten in Leverkusen-Schlebusch statt. Bei dieser Mitgliederversammlung wird ein umfangreiches Programm für die Session 1948/1949 festgelegt und ein Mitgliedsbeitrag von 10 Reichsmark erhoben. Der erste offizielle Auftritt des Vereins erfolgte auf der Feier zum Elften im Elften im Restaurant Regina am Dom. 1949 nahm das Korps am ersten Rosenmontagszug nach dem Zweiten Weltkrieg teil und der Senat wurde unter Leitung von Christian Burgwinkel gegründet. 1950 feierte die Gesellschaft ihr 25-jähriges Bestehen in der Kassenhalle der Kreissparkasse Köln am Neumarkt, da der Gürzenich noch in Trümmern lag, und im Jahr darauf wurde Griet erstmals von einer Frau verkörpert. Helga Fetten wird im Jahre 1952 die erste Marketenderin der Gesellschaft. Im selben Jahr wird zum 300. Todestag Jan von Werths die „Fastelovendsoper“, mit dem alten Cramer-Lied von Jan und Griet, initiiert. 1955 bis ins Jahre 1964 wird das berühmte „Spill an der Pooz“ an der Eigelsteintorburg aufgeführt. Durch die Umgestaltung rund um die Eigelsteintorburg, im Jahr 1964, verlagert der Verein an die Severinstorburg im Kölner Süden. Die Interimslösung etabliert sich schnell als ständiger Standort für die Darbietung. Zudem lässt sich aus alten Dokumenten erschließen, dass der Jan von Werth durch die Severinstorburg die Stadt betreten hat, was zusätzlich für die ständige Verlegung gesprochen hat.
Drei Jahre später wird das Reservekorps gegründet und das Tanz- und Reservekorps in 1. Schwadron umbenannt. 1968 reist das Jan und Grietpaar zusammen mit Willy Millowitsch und den „Eilemännern“ zu befreundeten Karnevalsgesellschaften nach Kanada. 1972 wird das Jan und Grietpaar des Jahres 1972 gemeinsam mit dem Vorstand vom Bürgermeister empfangen. Diese Tradition wird bis heute gepflegt. 1973 wird das Feldkorps, die 2. Schwadron, gegründet. Das Jahr 1975 hatte gleich mehrere Highlights in Petto. Das Reiter-Korps Jan von Werth stellt das Dreigestirn und der Verein reist gemeinsam mit dem Dreigestirn zur Steuben-Parade nach New York. Außerdem wird in der Thieboldsgasse ein neues Vereinsheim gegründet.
Die Uniformen der Korpsmitglieder sind Wallenstein-Uniformen nachempfunden; besonders auffällig sind die überkniehohen Reitstiefel. Mottolied des Korps ist: „Mer sin kölsche Junge wie dä Jan vun Wäth“, der sogenannte „Jan-von-Werth-Marsch“.
1985 stellte „Jan von Werth“ ein zweites Mal das Kölner Dreigestirn.

## Aufbau der Gesellschaft
Das Reiter-Korps besteht aus vier Schwadronen, den fördernden Gremien Senat und Corps à la Suite, einem Tanzpaar, dessen weiblicher Teil „Marketenderin“ genannt wird, der Korpskapelle Jan von Werth e.V sowie der Kinder- und Jugendtanzgruppe.

## „Dat Spillche ahn d’r Vringspooz“
Namenspate der Gesellschaft ist der Reitergeneral Jan von Werth aus dem Dreißigjährigen Krieg. Um ihn rankt sich im Rheinland die Sage des armen Knechts Jan, der sich in die Magd Griet verliebt hatte, die ihn jedoch ablehnte, weil er ihr nicht gut genug war. Jan zog daraufhin in den Krieg und machte Karriere. Nach dem Sieg über die Feste Hermannstein zog er mit seinen Truppen im Triumphzug durch die Severinstorburg in Köln ein. Dabei entdeckte er auf dem Markt die Magd Griet, die dort an einem Bauernstand Obst verkaufte. Er lenkte sein Pferd auf sie zu, stieg ab, zog seinen Hut und sagte zu ihr: „Griet, wer et hätt jedonn!“ (übertragen: „Griet, wenn Du es doch getan hättest!“). Sie antwortete: „Jan, wer et hätt jewoss!“ (übertragen: „Jan, wenn ich es gewusst hätte!“).
Seit 1955 spielt das Reiter-Korps „Jan von Werth“ die Geschichte der Begegnung von Jan und Griet an Weiberfastnacht nach. Von 1955 bis 1963 wurde das Spiel an der Eigelsteintorburg aufgeführt, seitdem an der Severinstorburg. Umrahmt wird „dat Spillche ahn d’r Vringspooz“, das jährlich Zehntausende Zuschauer anzieht, von einem eigenen Zug, der durch das Severinsviertel bis zum Denkmal des Jan von Werth am Alter Markt führt. Jan und Griet werden nahezu jedes Jahr von verschiedenen Paaren dargestellt.

## Die Darsteller von „Jan und Griet“
- 2025 Christian Bergsch/Verena Bergsch – Erst- und einmalig in der Geschichte des Reiter-Korps „Jan von Werth“ stellt das Traditionskorps zum 100-jährigen Vereinsjubiläum ein Kinder- und Jugend „Jan un Griet“-Paar (Severin Lupp/Charlotte Baum), welches von zwei Protagonisten der Kinder- und Jugendtanzgruppe dargestellt wird
- 2024 Rüdiger Prätzsch/Silvia Prätzsch
- 2023 Karl Heinz/Sabine Wührer
- 2022 Karl Heinz/Sabine Wührer
- 2021 Dirk Kenntner/Jackie Kenntner
- 2020 Dirk Kenntner/Jackie Kenntner
- 2019 Wolfgang Arnold/Helga Arnold
- 2018 Jürgen Peters/Bettina Peters
- 2017 Jörg Halm/Astrid Halm
- 2016 Bernd Glasemacher/Angelika Glasemacher
- 2015 Michael Schulte/Hedi Schulte
- 2014 Thomas Bunse/Anja Pohl
- 2013 Frank Breuer/Sandra Scheltenbach
- 2012 Bernd Volk/Brigitte Volk
- 2011 Jörg Dennhardt/Gaby Dennhardt
- 2010 Axel Unruh/Annette Aßmann
- 2009 Hans Otto Zander/Gaby Zander
- 2008 Martin Müser/Kathi Müser
- 2007 Franz-Josef Kamrath/
Ingrid Becker-Kamrath
- 2006 Lothar Scherzinger/Elfi Schmitz
- 2005 Heinz Keller/Helga Keller
- 2004 Ralf Halemeier/Marion Halemeier
- 2003 Mike Blosse/Gabi Schaaf
- 2002 Hans-Josef Stangl/Rosi Stangl
- 2001 Josef Lüpchen/Astrid Lüpchen
- 2000 Burghard Müller/Monika Pott
- 1999 Heinz Unger/Renate Unger
- 1998 Ingo Broicher/Barbara Broicher
- 1997 Norbert Rück/Elfi Rück
- 1996 Josef Schwartz/Gaby Schwartz
- 1995 Josef Schwartz/Gaby Schwartz
- 1994 Ernst Molitor/Annegret Molitor
- 1993 Ernst Molitor/Annegret Molitor
- 1992 Rüdiger Becker/Gabi Adams
- 1991 Rüdiger Becker/Gabi Adams
- 1990 Paul Schulte/Hannelore Schulte
- 1989 Peter Halm/Gudrun Halm
- 1988 Karl-Peter Schurz/Elfi Schurz
- 1987 Günter Binnewies/Inge Binnewies
- 1986 Otto Wittschier/Johanna Wittschier
- 1985 Günter Clotten/Karin Clotten
- 1984 Adalbert Kümpel/Anneliese Kümpel
- 1983 Bily Weller/Sigrid Weller
- 1982 Reiner Töller/Christa Töller
- 1981 Karl-Josef Kappes/Magdalena Kappes
- 1980 Dieter Magerkurth/Giesela Magerkurth
- 1979 Heinz Krein/Ute Schreff
- 1978 Rolf Hammerschmidt/Ulrike Schmitz
- 1977 Rolf Hammerschmidt/Ulrike Schmitz
- 1976 Robert Roth/Hannelore Winther
- 1975 Peter Wallraff/Hilde Wallraff
- 1974 Bert Schwarz/Hannelore Traben
- 1973 Josef Müser/Liesel Müser
- 1972 Josef Müser/Liesel Müser
- 1971 Fritz Solbach/Ingrid Bohner
- 1970 Herbert Mettlach/Margot Mettlach
- 1969 Hannes von Smuda/Gisela Schmitz
- 1968 Edmund Weber/Hanne-Käthe Weber
- 1967 Ernst Bolz/Alma Rodach
- 1966 Friedel Steinbach/Marianne Wieland
- 1965 Oskar Seifen/Martha Seifen
- 1964 Kurt Groten/Hannelore Groten
- 1963 Klaus Freiherr von Raßler/Irmgard Flaig
- 1962 Hubert Barth/Marianne Giershausen
- 1961 Dieter Freiherr von Buddenbrock/
Adi Gräfin Beissel von Gymnich
- 1960 Kurt Groten/Henny Wagner
- 1959 Jean Meyer/Ria Bremm
- 1958 Hubert Platz/Gertrud Flor/Flohr?
- 1957 Gerd Meerfeld/Maragarte Flohr
- 1956 Fritz Wermelskirchen/Gertrud Flohr
- 1955 Heinrich Hummler/Else Witt
- 1954 –
- 1953 –
- 1952 Egon Molitor/Sophie Molitor
- 1951 Lutz Osterkorn/Giesela Osterkorn
- 1950 Hans Schornberg/Jean le Mair[8]
- 1949 Johan Hens/Karl Kook[8]

## Belege
1. ↑  Legende, Webseite im Portal janvonwerth.de, abgerufen am 10. Februar 2025
2. ↑  Chronik Teil I; Reiter-Korps Jan von Werth. In: janvonwerth.net. Abgerufen am 19. Juli 2016.
3. ↑  Chronik Teil II; Reiter-Korps Jan von Werth. In: janvonwerth.net. Abgerufen am 19. Juli 2016.
4. ↑  Chronik Teil III; Reiter-Korps Jan von Werth. In: janvonwerth.net. Abgerufen am 19. Juli 2016.
5. ↑  Chronik Teil IV; Reiter-Korps Jan von Werth. In: janvonwerth.net. Abgerufen am 19. Juli 2016.
6. ↑  Reiter-Korps Jan von Werth e. V. Alaaf Kölle, abgerufen am 1. März 2014.
7. ↑  Elisabeth Skrzypek: „Toll trieben es die Weiberschaften...“ Frauen feiern die fünfte Jahreszeit. Reutlingen 2016, ISBN 978-3-88627-691-2, S. 268.
8. 1 2  1949 und 1950 wurde die Figur der Griet durch einen Mann verkörpert.